# Essai sur le don
Pour les articles homonymes, voir Don.
Essai sur le don. Forme et raison de l'échange dans les sociétés archaïques est le texte le plus célèbre de l'anthropologue Marcel Mauss. Il est paru en 1925, dans le numéro 1923-1924 de L'Année sociologique.
À l'aide d'exemples empruntés à des sociétés diverses, l'auteur montre que le don est obligatoirement suivi d'un contre-don selon des codes préétablis. Dons et contre-dons, articulés autour de la triple obligation de « donner-recevoir-rendre », sont une forme de contrat social basé sur la réciprocité et créent un état de dépendance qui autorise la recréation permanente du lien social.

## Contexte
Dans le contexte de la première mondialisation, Marcel Mauss, sociologue et anthropologue, se démarque de l'idéologie économique dominante en montrant que les phénomènes économiques ne sont pas dissociables des autres aspects de la vie sociale et ne peuvent se réduire à de purs calculs d'intérêts et à des échanges dérivés du troc. Les économies des sociétés primitives (que Mauss préfère appeler sociétés archaïques, en partie pour cette raison) ne sont pas des économies marchandes simplifiées ou des économies de subsistance.
L’Essai sur le don s'inscrit dans la suite des travaux précédents de Marcel Mauss et de ceux d'anthropologues reconnus tels que Franz Boas et Bronisław Malinowski, qui ont chacun étudié, respectivement, le phénomène du potlatch sur la Côte Ouest de l'Amérique du Nord et celui de la kula dans les îles Trobriand de l'océan Pacifique.
Selon les mots de l'auteur, cet essai est un « fragment d'études plus vastes » qui porte « à la fois sur le régime du droit contractuel et sur le système des prestations économiques entre les diverses sections ou sous-groupes dont se composent les sociétés dites primitives et aussi celles que nous pourrions dire archaïques ».
En s'intéressant ainsi aux « formes archaïques du contrat » émanant des échanges dons-contre-dons, Marcel Mauss cherche à mettre en évidence la nature du lien qui permet à ces sociétés d'exister.
Marcel Mauss se demande pourquoi un don entraine un contre-don. « Quelle force y a-t-il dans la chose qu'on donne qui fait que le donataire la rend ? » En analysant de cette manière les formes de l'échange dans les sociétés traditionnelles, Marcel Mauss invite le lecteur, en conclusion de son essai, à analyser les faits économiques des sociétés modernes de manière plus générale et à se rendre compte que les faits en question débordent du carcan de l'utilitarisme et des lois du marché.

## Structure du texte
Essai sur le don est constitué d'une introduction et de quatre chapitres :
- Chapitre I - Les dons échangés et l'obligation de les rendre (Polynésie)
- Chapitre II - Extension de ce système (libéralité, honneur, monnaie)
- Chapitre III - Survivances de ces principes dans les droits anciens et les économies anciennes
- Chapitre IV - Conclusion

## Le don, un fait social total
L'échange dans les sociétés « primitives » apparaît non comme une simple opération économique propre à assurer le bien-être, mais comme un phénomène ayant des implications sur l'ensemble du fonctionnement de la société. Mauss appelle donc « faits sociaux totaux » de telles prestations économiques. Pour lui, il s'y exprime « à la fois et d'un coup toutes sortes d'institutions : religieuses, juridiques et morales - et celles-ci politiques et familiales en même temps ; économiques - et celles-ci supposent des formes particulières de la production et de la consommation, ou plutôt de la prestation et de la distribution ; sans compter les phénomènes esthétiques auxquels aboutissent ces faits et les phénomènes morphologiques que manifestent ces institutions. »
Bien que dans son ouvrage Marcel Mauss privilégie l'étude des échanges de type agonistique, il précise, en introduction, que la plupart des formes archaïques d'« échange-don » suivent des modèles intermédiaires entre des manifestations à rivalités exacerbées (par exemple : potlatch, kula) et celles plus modérées (par exemple : alliance des deux phratries dans les tribus australiennes ou nord-américaines).
De manière générale, l'échange traduit la manière dont les sous-groupes sont imbriqués, il est une matérialisation des relations sociales. Ceci amènera Marcel Mauss à dire que l'économique n'a de sens que comme une traduction du social. Pour lui, l'échange primitif est profondément différent dans sa nature de l'échange au sein de la société de marché et très éloigné de la logique de l'Homo œconomicus. « La raison profonde de l'échange-don vise davantage à être qu'à avoir. »

### Dons et contre-dons non agonistiques
Marcel Mauss parle d'un premier type de prestation qu'il nomme prestations totales de type élémentaire et les caractérise de la manière suivante : ce sont des échanges qui relient les groupes entre eux — pas des individus — et qui portent principalement sur des biens symboliques — et pas matériels — : « politesses, des festins, des rites, des services militaires, des femmes, des enfants, des danses, des fêtes, des foires dont le marché n'est qu'un des moments et où la circulation des richesses n'est qu'un des termes d'un contrat beaucoup plus général et beaucoup plus permanent ». Les mariages entre hommes et femmes de sous-groupes différents ou l'éducation d'un enfant par la famille de son oncle maternel sont des exemples de ce type d'échange qui établit des liens durables et où les communautés s'« obligent » mutuellement. Un contre-don ne peut suffire à éteindre la dette initiale car il s'est créé un état complexe d'endettement et d'inter-dépendance qui autorise la recréation permanente du lien social.

### Prestations totales de type agonistique
Lorsque les prestations de don et contre-don prennent un caractère compétitif, on dit qu'elles sont de type agonistique. Le principal exemple de ce type d'échange étant celui du potlatch pratiqué par les populations de la côte Pacifique en Amérique du Nord, Marcel Mauss propose d'utiliser le terme « potlatch » comme concept anthropologique pour définir les prestations totales de type agonistique en général. Le terme désigne alors des cérémonies grandioses au cours desquelles nombres d'objets, de festins, de rites, de festivités sont donnés, allant même jusqu'à la destruction d'objets de grande valeur, « la consommation et la destruction y sont réellement sans bornes. Dans certains potlatchs on doit dépenser tout ce que l'on a et ne rien garder. C'est à qui sera le plus riche et aussi le plus follement dépensier. »
Dans ce type d'échange, l'honneur des participants et de leur groupe d'appartenance est en jeu, ainsi que leur rang dans la société. Bien que l'acte d'échange soit réalisé par des chefs, ce ne sont pas des individus qui échangent mais des collectivités toutes entières. C'est avec la distribution de biens qu'un chef acquiert de la reconnaissance sociale. Le don exprime toujours une supériorité du donateur sur le donataire. Il façonne la dette et produit de la dépendance. Dons et contre-dons créent du lien social et simultanément de la différence sociale.
Marcel Mauss met en évidence les points communs entre la pratique du potlatch du Nord-Ouest américain avec celle du kula des sociétés du Nord-Est de la Nouvelle-Guinée, étudiées par Malinowski. Le but principal de ces échanges n'est pas l'accumulation de richesse mais la conquête et la confirmation du prestige et de l'honneur. C'est également à partir du potlatch que Mauss réinterprète les anciens droits et économies d'Europe et d'Inde : le potlatch est le paradigme central de cette œuvre.
La logique de cet échange agonistique est différente des simples prestations totales car il vise à toujours donner plus dans l'idée de rompre la réciprocité du don et retourner la situation à son profit. La pérennisation d'un tel déséquilibre est « aux sources même du pouvoir ».

## Le jeu des obligations
Dans cet ouvrage, Marcel Mauss met en évidence que derrière des pratiques d'apparente générosité, gratuité et liberté se cache un cadre très strict de règles et codes sociaux qui oblige à donner, à recevoir et à rendre. Le refus de donner, recevoir ou rendre signifierait une rupture des rapports sociaux « Refuser de donner, négliger d'inviter, comme refuser de prendre, équivaut à déclarer la guerre ; c'est refuser l'alliance et la communion ».
Ne pas pouvoir rendre — ou ne pas pouvoir rendre à la hauteur de ce que l'on a reçu — c'est aussi se maintenir dans une position d'infériorité vis-à-vis du donateur. Marcel Mauss écrit même que « La sanction de l'obligation de rendre est l'esclavage pour dette ». Vu sous un autre angle, dans le cas des potlatch, ne pas pouvoir donner suffisamment c'est perdre son rang et tout le prestige qui y est associé. »
« Le don est à la fois ce qu'il faut faire, ce qu'il faut recevoir et ce qui est cependant dangereux à prendre ».

## La notion de temps
Le don est le départ d'une relation de réciprocité mais le contre-don est différé dans le temps. « Mais il est, dans toute société possible, de la nature du don d'obliger à terme. Par définition même, un repas en commun, une distribution de kava, un talisman qu'on emporte ne peuvent être rendus immédiatement. Le « temps » est nécessaire pour exécuter toute contre-prestation ». Jacques T. Godbout et Alain Caillé nous disent que rendre sur le moment reviendrait à refuser le don et à le réduire à un simple troc : « Rendre immédiatement signifierait qu'on se dérobe au poids de la dette, qu'on redoute de ne pas pouvoir l'assumer, qu'on tente d'échapper à l'obligation, à l'obligeance qui vous oblige, et qu'on renonce à l'établissement du lien social par crainte de ne pouvoir être assez munificent à son tour ». Ce laps de temps nécessaire est celui de la dette qui maintient le lien social actif.

## La notion de crédit
Le temps de la dette sous-tend la notion de crédit. En effet, « ce délai implique un accroissement proportionnel de la dette [...] tout doit être rendu augmenté d'un intérêt usuraire ». Dans son essai, Marcel Mauss cite un passage de l'œuvre de Franz Boas où ce dernier explique qu'un Indien organise un potlatch pour rembourser ses dettes contractées plusieurs années auparavant et pour « placer les fruits de son travail de telle sorte qu'il en tire le plus grand profit pour lui aussi bien que pour ses enfants ». Nous sommes là dans une idée de crédit et d'épargne, mais Mauss prend ses distances avec la perspective  ethnocentrique de Boas et invite le lecteur à corriger les termes de « dette, paiement, remboursement, prêt » par des termes comme « présents faits et présents rendus ».

## L'esprit des choses
Des trois obligations en jeu lors d'une relation d'échange, l'obligation de rendre est celle qui suscite le plus d'interrogation chez Marcel Mauss. En effet, dans un contexte où toutes les règles sont tacites, où aucun contrat ne régule la relation, qu'est-ce qui pousse le donataire à rendre au donateur ? Mauss pense trouver la réponse dans une explication fournie par un sage Maori : le « hau », l'« esprit des choses ».
Ce qui oblige à rendre, c'est « l'esprit de la chose donnée ». Marcel Mauss écrit :
« Ce qui, dans le cadeau reçu, échangé, oblige, c'est que la chose reçue n'est pas inerte. Même abandonnée par le donateur, elle est encore quelque chose de lui ». Les biens donnés ne cessent jamais d'appartenir à leurs détenteurs initiaux. D'où il suit, conclut Mauss, que « présenter quelque chose à quelqu'un, c'est présenter quelque chose de soi » ; et un peu plus loin « On comprend donc clairement et logiquement, dans ce système d'idées, qu'il faille rendre à autrui ce qui est en réalité parcelle de sa nature et substance ».

## Extension à nos sociétés
Marcel Mauss étend ces observations à la société occidentale moderne et y retrouve de nombreux exemples qui relèvent de cette « atmosphère du don », entre « obligation et liberté mêlées » :
- « La charité est encore blessante pour celui qui l'accepte » ;
- « L'invitation doit être rendue, tout comme la politesse » ;
- « La tournée est toujours plus chère et plus grande » ;
- « À l'occasion de fêtes patronales, de mariage, de communion ou d'enterrement, il faut être grand seigneur » ;
- « L'invitation doit être faite et elle doit être acceptée » ;
- « Les choses vendues ont encore une âme, elles sont encore suivies par leur ancien propriétaire » ;
- « La loi française de septembre 1923 donne à l'artiste et à ses ayants droit un droit de suite, sur les plus-values dans les ventes successives de ses œuvres » ;
- « Le travailleur a donné sa vie et son labeur à la Collectivité d'une part, à ses patrons d'autre part [...] l'État lui-même, représentant la Communauté, lui doit, avec ses patrons et avec son concours à lui, une certaine sécurité dans la vie, contre le chômage, contre la maladie, contre la vieillesse, la mort[28] ».

## «Économie de don» et «économie de marché»
À de nombreuses reprises dans son œuvre, Marcel Mauss met de la distance entre les formes d'échanges archaïques et l'échange marchand de la société de marché : « On a vu combien toute cette économie de l'échange-don était loin de rentrer dans les cadres de l'économie soi-disant naturelle, de l'utilitarisme ».
Pour lui, l'économie de marché, très récente à l'échelle de l'histoire de l'humanité, ne trouve pas ces fondements dans le phénomène de l'échange-don archaïque : « Ce sont nos sociétés d'Occident qui ont, très récemment, fait de l'homme un « animal économique ». Mais nous ne sommes pas encore tous des êtres de ce genre. [...] L'Homo œconomicus n'est pas derrière nous, il est devant nous ».
Selon Marcel Mauss, le don est un phénomène commun à toutes les sociétés humaines passées et présentes de la terre. C'est une morale universelle et « éternelle » : elle est associée à notre condition d’animal politique. C'est le type d'échange naturel vers lequel nos sociétés tendraient à revenir, contrairement aux idées développées par l'économie classique qui voient dans le troc la forme d'échange naturelle, version simplifiée des échanges marchands. « Le système que nous proposons d'appeler le système des prestations totales [...] constitue le plus ancien système d'économie et de droit que nous puissions constater et concevoir. Il forme le fond sur lequel s'est détachée la morale du don-échange. Or, il est exactement, toute proportion gardée, du même type que celui vers lequel nous voudrions voir nos sociétés se diriger ».

### Différences intrinsèques
Le système d'échange-don est dans sa nature différent de celui d'échange marchand, même si, dans les deux cas, on retrouve la mise en jeu de stratégies et la recherche d'intérêt.
- Mais ces stratégies visent non à la capitalisation, sinon à la circulation de la richesse[34]. Leur but principal n'est pas l'accumulation de richesse, mais plutôt l'augmentation du prestige et de la renommée[35].
- Ces deux systèmes diffèrent aussi par le statut conféré aux objets échangés (objets de prestige, symboliques, objets inaliénables, esprit des choses[33]...) ;
- et par la nature de la relation partenariale créée (lien social, réciprocité, dépendance[33]...);
- ce sont des groupes qui échangent et non des individus, les relations sont personnalisées et non anonymes[36].

Mais même si bien souvent les phénomènes de don sont eux aussi économiques, ils sont avant tout un acte politique. Ce qui amène Francis Dupuy à écrire dans un chapitre de son livre Anthropologie économique dédié au don et à l'héritage de Marcel Mauss : « Vouloir appréhender l'économique sans prendre en compte le politique serait dénué de sens ».
En effet, la spécificité de l'échange-don est d'être un fait social total. En cela il diffère par sa nature même de l'échange marchand, au point qu'il ne peut être pensé avec les mêmes catégories que ce dernier : « Pour nous faire une idée de la cohérence systémique du don archaïque et de sa spécificité, la première chose à faire est de prendre pleinement au sérieux la dimension de phénomène social total que M. Mauss voyait en lui et, par voie de conséquence, de cesser de le penser dans l'espace de l'ombre projetée de l'économique moderne ».
En précurseur d'une longue série d'études sur la question, Mauss met ainsi en évidence que la logique du don se démarque radicalement de celle du marché en rappelant que « dans le don, il ne s'agit pas d'avoir pour avoir mais [...] d'avoir pour être ».

### Critique de la société de marché
Pour Florence Weber qui a rédigé l'introduction de la réédition de l’Essai sur le don en 2007, Mauss fait une critique implicite des analyses classiques de l'économie de marché.
Pour d'autres auteurs, cette critique est explicite[source insuffisante]. En conclusion de l’Essai sur le don, Marcel Mauss précise : « à notre sens, ce n'est pas dans le calcul des besoins individuels qu'on trouvera la méthode de la meilleure économie. Nous devons, je le crois, même en tant que nous voulons développer notre propre richesse, rester autre chose que de purs financiers, tout en devenant de meilleurs comptables et de meilleurs gestionnaires. La poursuite brutale des fins de l'individu est nuisible aux fins et à la paix de l'ensemble, au rythme de son travail et de ses joies et — par l'effet en retour — à l'individu lui-même ».
Mais tous s'entendent sur le fait qu'en mettant en évidence les logiques du don et montrant que le modèle de l'Homo œconomicus négligeait le contexte social, Mauss a contribué à ébranler ce modèle.
Pour Florence Weber, « le principal enjeu politique de l’Essai sur le don est la critique de l'aumône qui est le type même du don sans retour, humiliant pour les pauvres puisqu'ils ne peuvent rendre ».

## Influences de cet ouvrage
Cet essai est probablement un des textes les plus admirés de l'anthropologie, 
- tant d'un point de vue méthodologique — Claude Lévi-Strauss parle du « caractère révolutionnaire » de cette œuvre : « pour la première fois dans l'histoire de la pensée ethnologique, un effort était fait pour transcender l'observation empirique et atteindre des réalités plus profondes[46] » ;

- que pour ses conclusions d'anthropologie économique — David Graeber, anthropologue reconnu de l'Université de Londres, parle de « la plus magnifique réfutation jamais écrite des hypothèses qui sont à la base de la théorie économique[47] ».

### Études anthropologiques postérieures sur le don
Annette Weiner en 1992, à la suite de recherches sur la pratique du kitomu des Îles Tobriand, ajoute au débat sur le don une réflexion sur les objets qui ne sont pas échangés, ceux que l'on garde. Selon elle, l'échange est double : le don génère la dynamique sociale et ce qui est gardé assure la permanence de la famille, du groupe, et est constitutif de la richesse sur laquelle prend pied le pouvoir et la hiérarchie.
Maurice Godelier continue cette réflexion en 1996 et voit un double fondement à la société : l'échange et la transmission ; les pièces échangées (précieuses) n'étant que des substituts de celles qui sont gardées (sacrées).

### Théories sociologiques
Pierre Bourdieu a effectué une lecture pessimiste du don à partir de la notion de temps entre don et contre-don et la relation de supériorité qui s'installe entre le donateur et le donataire : « en effet, pour lui, ce laps de temps permet au donateur de faire violence au donataire (contraint de rester débiteur du donateur). Par ailleurs, dans ce système, la violence est masquée sous une apparence de générosité sans calcul. Le donataire reste donc dans la dépendance du donateur ».

### Le mouvement du MAUSS
Depuis le début des années 1980, le Mouvement Anti-Utilitariste en Sciences Sociales (le « MAUSS ») s'est constitué pour critiquer l'économisme dans les sciences sociales et le rationalisme instrumental en philosophie morale et politique. Rendant hommage à Marcel Mauss — à travers le choix de son nom et de l'acronyme qui en découle —, ce mouvement incite à penser le lien social sous l'angle des dons qui unissent les personnes.